# Menétrux-en-Joux
Menétrux-en-Joux – miejscowość i gmina we Francji, w regionie Burgundia-Franche-Comté, w departamencie Jura.
Według danych na rok 1990 gminę zamieszkiwało 38 osób, a gęstość zaludnienia wynosiła 4 osoby/km² (wśród 1786 gmin Franche-Comté Menétrux-en-Joux plasuje się na 705. miejscu pod względem liczby ludności, natomiast pod względem powierzchni na miejscu 466.).